# Escut i bandera de Vallada
L'escut i la bandera de Vallada són els símbols representatius oficials de Vallada, municipi del País Valencià, a la comarca de la Costera.

## Escut d'armes
L'escut d'armes oficial de Vallada té el següent blasonament:
| « | Escut truncat. Primer, d'argent, la creu plana de gules; segon, de gules, el castell d'argent. Al timbre, corona reial. | » |

L'escut va ser aprovat per Decret el 12 de desembre de 1963, publicat al BOE núm. 307 de 24 de desembre de 1963, amb informe de la Reial Acadèmia de la Història de Dalmiro de la Válgoma de 20 d'abril del mateix any. S'hi representa la creu plana de l'Orde de Montesa (a qui pertanyia Vallada) i el castell de la població.

## Bandera
La bandera oficial de Vallada es descriu de la forma següent:
| « | Bandera de proporcions 2:3. De blanc, una creu de gules de Sant Jordi. Al cantó superior dret, junt amb l'asta, per davall de la creu plana, una creu de sable flordelisada, amb dos extrems creuant les faixes roges. Al costat inferior esquerre, al batent, un drac alat d'argent, ribetat i ressaltat de sable. | » |

La bandera va ser aprovada per Resolució del 26 d'octubre de 2004, del conseller de Justícia i Administracions Públiques, publicada al DOGV núm. 4883 de 15 de novembre de 2004. Es tracta d'una de dos alternatives aprovades el 27 de gener del mateix any per l'ajuntament de la vila, sent preferida a una altra versió amb el castell o torre d'argent de l'escut municipal en lloc del drac. S'hi representen les dos creus històriques de l'Orde de Montesa (abans i després d'absorbir la de Sant Jordi d'Alfama).